# Malattie misteriose
Malattie misteriose (Mystery Diagnosis) è stato un programma televisivo statunitense trasmesso sulle reti Discovery Channel e in Italia sulla rete Real Time.
Il programma trattava varie storie di persone che contraggono malattie rare. Nello svolgimento del programma vi era la presenza di vari scienziati che spiegavano le cause delle malattie e come prevenirle.